# 黛安·富蘭克林
黛安·富蘭克林（英語：Diane Franklin，1962年2月11日—），美國女演員、模特兒和短片製片人。知名作品包括電影《美國最後的處女》（1982年）、《鬼屋2》（1982年）、《再见人生》（1985年）和《驚懼幻象》（1986年）。

## 生平
黛安·富蘭克林出生於紐約州普萊恩維尤。早期以可口可樂、Trident、Jell-O、麥斯威爾咖啡等電視廣告模特兒出道。17歲時獲得了首次電影出鏡機會，之後就常亮相在電影和電視劇中。在銀幕中以時常扮演青少女角色而聞名。
富蘭克林與動畫編劇雷·德勞倫蒂斯（Ray De Laurentis）結婚，育有一女一子；女兒奧莉維亞（Olivia）是以《啟示錄目標》成名的喜劇演員，兒子尼克（Nick）是音樂家。富蘭克林很喜歡動物，養有一隻豚鼠。一家人住在加利福尼亞州西湖村的一棟住宅。

## 外部連結
- 官方网站
- 黛安·富蘭克林在互联网电影资料库（IMDb）上的資料（英文）